# Melrose (Ohio)
Melrose es una villa ubicada en el condado de Paulding en el estado estadounidense de Ohio. En el Censo de 2010 tenía una población de 275 habitantes y una densidad poblacional de 124,04 personas por km².

## Geografía
Melrose se encuentra ubicada en las coordenadas 41°5′19″N 84°25′12″O / 41.08861, -84.42000. Según la Oficina del Censo de los Estados Unidos, Melrose tiene una superficie total de 2,22 km², de la cual 2,22 km² corresponden a tierra firme y (0%) 0 km² es agua.

## Demografía
Según el censo de 2010, había 275 personas residiendo en Melrose. La densidad de población era de 124,04 hab./km². De los 275 habitantes, Melrose estaba compuesto por el 99,27% blancos, el 0% eran afroamericanos, el 0% eran amerindios, el 0,36% eran asiáticos, el 0% eran isleños del Pacífico, el 0% eran de otras razas y el 0,36% pertenecían a dos o más razas. Del total de la población el 2,55% eran hispanos o latinos de cualquier raza.